# Список глав государств в 803 году
Список глав государств в 802 году — 803 год — Список глав государств в 804 году — Список глав государств по годам

## Азия
- Аббасидский халифат — Харун ар-Рашид, халиф (786 — 809)
- Абхазское царство — Леон II, царь (767 — 811)
- Бохай (Пархэ) — Да Сунлинь (Кан-ван), ван (795 — 808)
- Вайтхали[англ.] — Маха Тенг Санда, царь[англ.] (788 — 810)
- Индия — 
  - Венги (Восточные Чалукья) — Вишнувардхана IV, махараджа (772 — 806)
  - Гурджара-Пратихара — Нагабхата II, махараджа (800 — 833)
  - Западные Ганги — Шривамара II, махараджа (788 — 816)
  - Кашмир — Джаяпида, махараджа[нем.] (ок. 779 — ок. 813)
  - Пала — Дхармапала, царь (770 — 810)
  - Паллавы (Анандадеша) — Дантиварман, махараджа (795 — 830)
  - Пандья — Варагунан I, раджа (800 — 830)
  - Парамара[англ.] — Упендра, махараджа[англ.] (800 — 818)
  - Раштракуты — Говиндараджа III Прабхугаварша, махараджадхираджа (793 — 814)
- Индонезия — 
  - Матарам (Меданг) — Самарагравира, шри-махараджа (ок. 800 — ок. 819)
  - Сунда — Пукукбуми Дармесвара, король (795 — 819)
  - Шривиджайя — Самаратунгга, махараджа (792 — 835)
- Кахетия — Григол, князь[англ.] (786 — 827)
- Китай (Династия Тан) — Дэ-цзун (Ли Ко), император (779 — 805)
- Кхмерская империя (Камбуджадеша) — Джаяварман II, император (ок. 770 — ок. 835)
- Наньчжао — Сяохэн-хуанди (Мэн Имоусюнь), ван (779 — 808)
- Паган — Со Кин Нит, король[англ.] (802 — 829)
- Раджарата (Анурадхапура) — Махинда II, король (787 — 807)
- Силла — Эджан, ван (800 — 809)
- Табаристан (Баванди) — Шахрияр I, испахбад (797 — 825)
- Тибет — Тидесронцан, царь (ок. 799 — ок. 815)
- Тямпа — 
  - Ирдраварман I, князь (ок. 787 — ок. 803)
  - Хариварман I, князь (ок. 803 — ок. 820)
- Уйгурский каганат — Кутлуг II, каган (795 — 805)
- Япония — Камму, император (781 — 806)

## Америка
- Караколь — Кинич-Йой-Кавиль, царь (798 — 810)
- Мутульское царство (Тикаль) — Юкном-Чен, царь (ок. 790 — ок. 810)
- Шукууп (Копан) — Йаш-Пасах-Чан-Йо’паат, царь (763 — ок. 810)
- Яшчилан (Пачан) — Кинич-Татбу-Холь III, божественный царь (ок. 800 — ок. 808)

## Африка
- Гао — Айам Занка, дья (ок. 800 — ок. 830)
- Берегватов Конфедерация — Ильяс ибн Салих, король (ок. 792 — ок. 842)
- Идрисиды — ас-Сагир Идрис ибн Идрис, халиф Магриба (791 — 828)
- Ифрикия (Аглабиды) — Ибрагим I ибн аль-Аглаб, эмир (800 — 812)
- Канем — Дугу, маи (ок. 784 — ок. 835)
- Макурия — Хаель-Михаил, царь (ок. 790 — ок. 810)
- Некор[англ.] — 
  - Саид I ибн Идрис, эмир[англ.] (760 — 803)
  - Салих II ибн Саид, эмир[англ.] (803 — 864)
- Рустамиды — Абд ал-Ваххаб ибн Абд ар-Рахман, имам (787 — 823)
- Сиджильмаса — Абу-л-Мунтамир ал-Йаса, эмир (790 — 823)

## Европа
- Аквитания — Людовик I Благочестивый, король (781 — 814)
  - Барселона — Бера, граф (801 — 820)
  - Васкония — Санш I Луп, герцог (ок. 801 — ок. 812)
  - Жирона — Одилон, граф (ок. 801 — ок. 817)
  - Каркассон — Белло, граф (790 — 810)
  - Памплона — Веласко, граф (799 — 816)
  - Конфлан и Разес — Бера, граф (790 — 814)
  - Руссильон — Госельм, граф (ок. 801 — 832)
  - Септимания — Гильом Желонский, герцог (801 — 806)
  - Тулуза — Гильом Желонский, граф (790 — 806)
  - Осона, Урхель и Серданья — Боррель, граф (798 — ок. 820)
- Англия — 
  - Восточная Англия — Кенвульф, король (798 — 821)
  - Думнония — Гернам ап Освальд, король (790 — 810)
  - Кент — Кутред, король (798 — 807)
  - Мерсия — Кенвульф, король (796 — 821)
  - Нортумбрия — Эрдвульф, король (796 — 806, ?808 — 810)
  - Уэссекс — Эгберт, король (802 — 839)
  - Эссекс — Сигеред, король (798 — 812)
- Астурия — Альфонсо II Целомудренный, король (791 — 842)
- Болгарское царство — Крум, хан (802 — 814)
- Венецианская республика — Джованни Гальбао, дож (787 — 804)
- Византийская империя — Никифор I, император (802 — 811)
  - Неаполь — Анфим, герцог (801 — 818)
- Волжская Булгария — Тукый, хан (ок. 765 — 815)
- Дания — 
  - Сигфред, король (ок. 794 — ок. 803)
  - Гудфред, король (ок. 803 — 810)
- Ирландия — Аэд Посвящённый, верховный король (797 — 819)
  - Айлех — Аэд Посвящённый, король (788 — 819)
  - Коннахт — Муиргиуса, король (786 — 815)
  - Hy-Many — Cathal mac Murchadh, король (794—816)
  - Лейнстер — Финснехта Четырёхглазый, король (795 — 805, 806 — 808)
  - Миде — 
    - Конхобар мак Доннхада, король (802 — 833)
    - Айлиль мак Доннхада, король (802 — 803)

  - Мунстер — Артри, король (ок. 796 — ок. 821)
  - Ольстер — Эохайд мак Фиахнай, король (790 — 810)
- Кордовский халифат — Аль-Хакам I, эмир (796 — 822)
- Италийское королевство — Пипин, король (781 — 810)
  - Беневенто — Гримоальд III, князь (787 — 806)
  - Сполето — Винигиз, герцог (788 — 822)
  - Фриуль — Гунфрид I, герцог (799 — ок. 808)
- Паннонская Хорватия — Войномир, герцог (791 — 810)
- Папская область — Лев III, папа римский (795 — 816)
- Саксы — Видукинд, вождь (777 — 810)
- Сербия — Вышеслав, князь (768 — 814)
- Уэльс —
  - Брихейниог — Грифид ап Элисед, король (770 — 805)
  - Гвент — Атруис III ап Фарнвайл, король (775 — 810)
  - Гвинед — Кинан Диндайтуи ап Родри, король (798 — 814)
  - Гливисинг — Артвайл Старый, король (785 — 825)
  - Дивед — Райан ап Маредид, король (798 — 814)
  - Поуис — Каделл ап Брохвайл, король (773 — 808)
  - Сейсиллуг — Меуриг ап Дивнуал, король (770 — 807)
- Франкское государство — Карл Великий, император Запада (800 — 814) 
  - Ванн — Фродоальд, граф (799 — ок. 813)
  - Нант — Ги Нантский, граф (ок. 786 — 818)
  - Овернь[англ.] — Иктерий, граф (778 — ок. 818)
  - Отён — Хильдебранд III, граф (ок. 796 — 815)
  - Пуатье — Аббон, граф (778 — ок. 811)
  - Шалон — Гверин I, граф (ок. 765 — ок. 819)
- Хазарский каганат — Обадия, бек (ок. 786 — ок. 809)
- Шотландия —
  - Пикты — Константин, король (789 — 820)
  - Стратклайд (Альт Клуит) — Кинан ап Ридерх, король (798 — 816)

- Карл Великий 
 768-814 
 Император Запада
- Харун аль-Рашид 
 786-809 
 Аббасидский халиф
- Людовик I Благочестивый 
 781-814 
 Король Аквитании
- Дэ-цзун 
 779-805 
 Император Китая
- Крум 
 802-814 
 Хан Болгарии
- Альфонсо II 
 791-842 
 Король Астурии
- Камму 
 781-806 
 Император Японии
- Никифор I 
 802-811 
 Император Византии
- Эгберт 
 802-839 
 Король Уэссекса
- Видукинд 
 777-810 
 Вождь саксов
- Джованни Гальбао 
 787-804 
 Дож Венеции
- Гильом Желонский 
 801-806 
 Герцог Септимании
- Лев III 
 795-816 
 Папа римский